# Ум-Джуни
Ум-Джуни (ивр. אום ג'וני‎; араб. أم جوني‎) — арабская деревня недалеко от реки Иордан, в которой жили будущие основатели кибуца Дгания Алеф до того, как обосновались в другом месте, по соседству, неподалеку от выхода реки Иордан из озера Кинерет.

## Древнее поселение
В пятом веке нашей эры на этом месте находилась деревня Агин (другое название — Эгон или Кфар-Гон), чье имя сохранилось в арабском названии деревни Ум-Джуни. Здесь жил равин Танхум бар Хая, о котором упоминается в Иерусалимском Талмуде, Вавилонском Талмуде и Мидрашах. Вполне возможно, что название деревни сохранило название семьи Гони, одной из семей колена Нафтали, чей удел находился в этом месте.

## Еврейское поселение в начале XX века
Территория деревни Ум-Джуни принадлежала землевладельцу персидского происхождения, бахаи по вероисповеданию. Эту землю купил в 1903 году Хаим Маргалиот Кальварийский вместе с другим участком, на котором потом, в 1908 году, была создана ферма Кинерет. В 1909 году группа рабочих, иммигрировавших из города Ромны (ныне Украина) после разногласий с управляющим Моше Берманом ушли с фермы Кинерет и поселились в Ум-Джуни. Они были вдохновлены успехом деятельности коммуны на ферме Седжера и решили организовать общую работу также по принципу коммуны: равного распределения труда и коллективного обеспечения материальных нужд членов группы. Группа, которую её члены назвали «Завоевание труда» просуществовала всего год.
В 1910 году на их место в Ум-Джуни прибыла другая коммуна из Хадеры, которая состояла из двух женщин и десяти мужчин. Члены коммуны жили в двух сараях, которые они построили для себя, своих мулов и коров. На одной из знаменитых фотографий, сделанных фотографом Авраамом Соскиным можно увидеть один из сараев в Ум-Джуни и его обитателей.
В 1912 году коммуна покинула Ум-Джуни и в месте, где река Иордан вытекает из Кинерета, основала новое поселение, которое назвали «Дгания».
В 1927 году произошло землетрясение, которое разрушило здания в Ум-Джуни. Еврейские поселенцы переехали на постоянное место жительства в кибуц Бейт-Зера в Иорданской долине.

## Память
К 30-летию основания кибуца «Дгания» на месте проживания первой группы в Ум-Джуни был воздвигнут обелиск. В пятидесятую годовщину «Дгании» на этом же месте была установлена мраморная доска с названиями всех кибуцев Израиля и датой их основания. Рядом была создана площадь, в центре которой посадили оливковое дерево, а вокруг — финиковые пальмы.
В 2010 году по случаю 100-летия кибуца «Дгания» был реконструирован исторический сарай, с которого началось поселение. Реконструкция финансировалась Советом по сохранению объектов израильского наследия.

## Фотогалерея

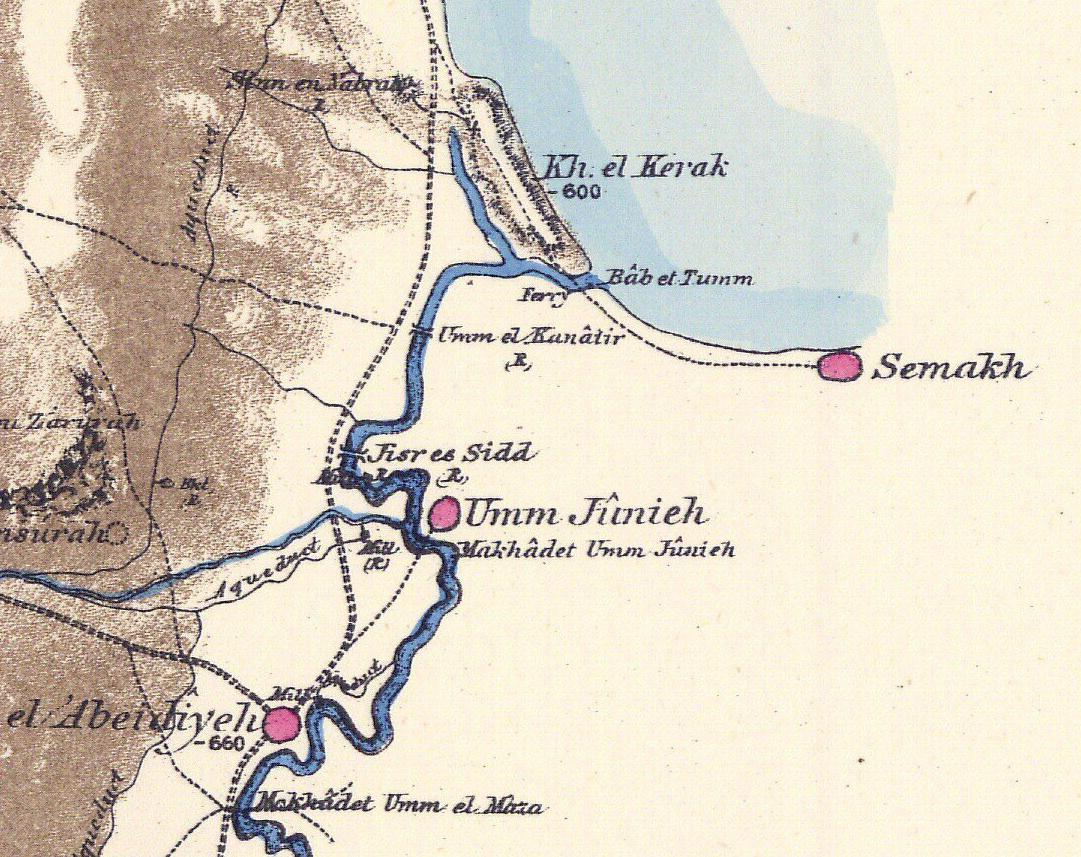
Ум-Джуни, карта 1880 года
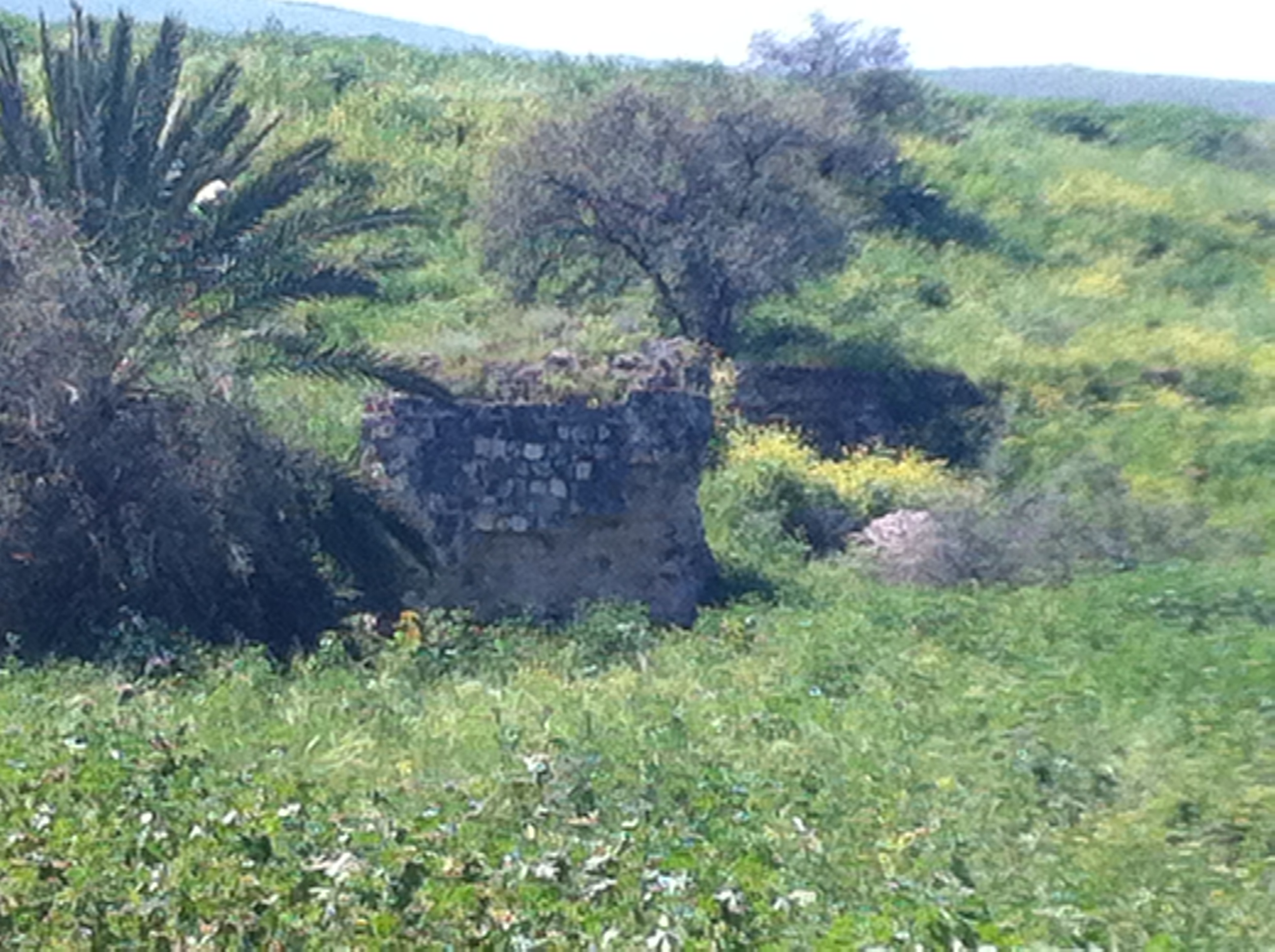
Мельница Ум-Джуни
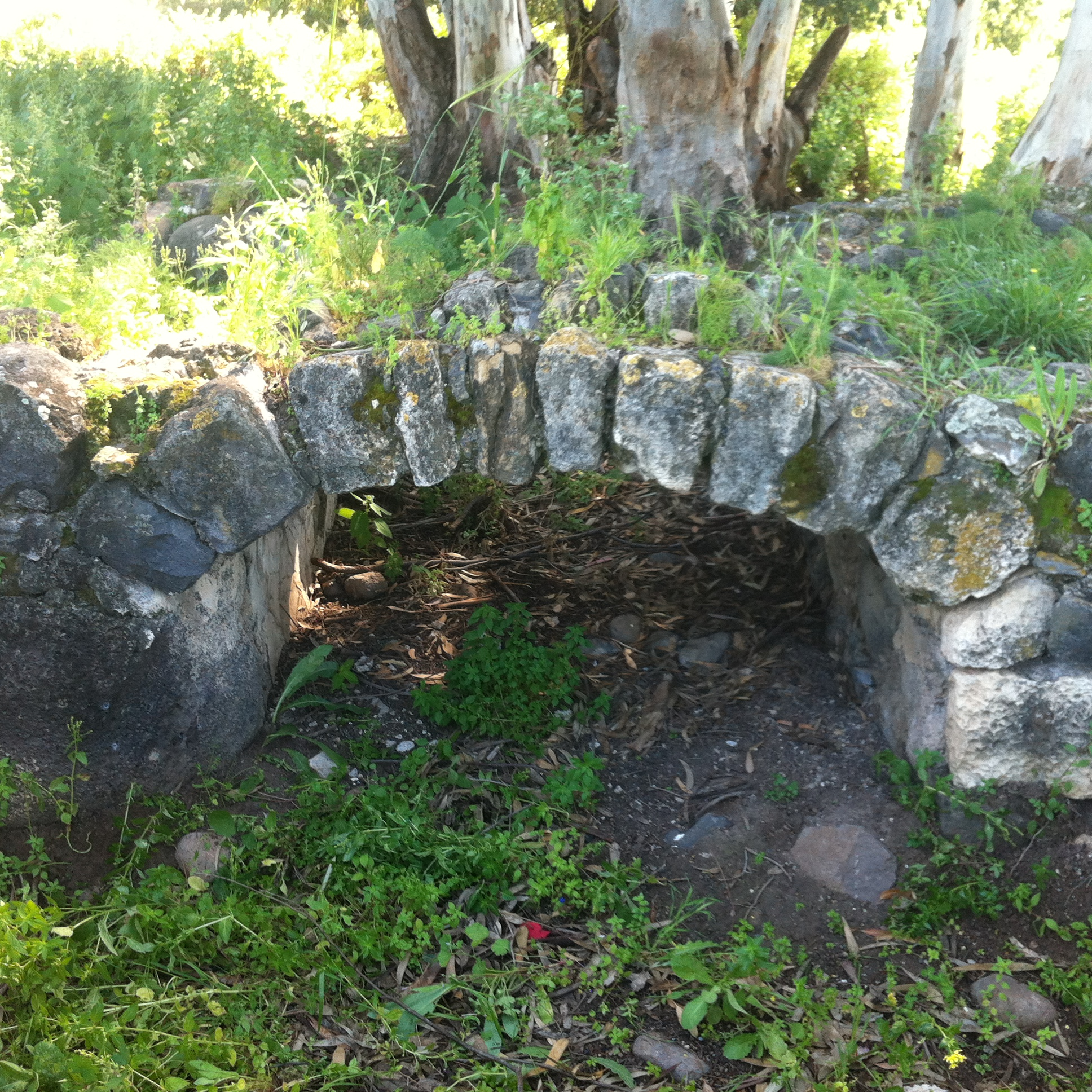
Мост через водный канал, который тек от мельницы к реке Иордан
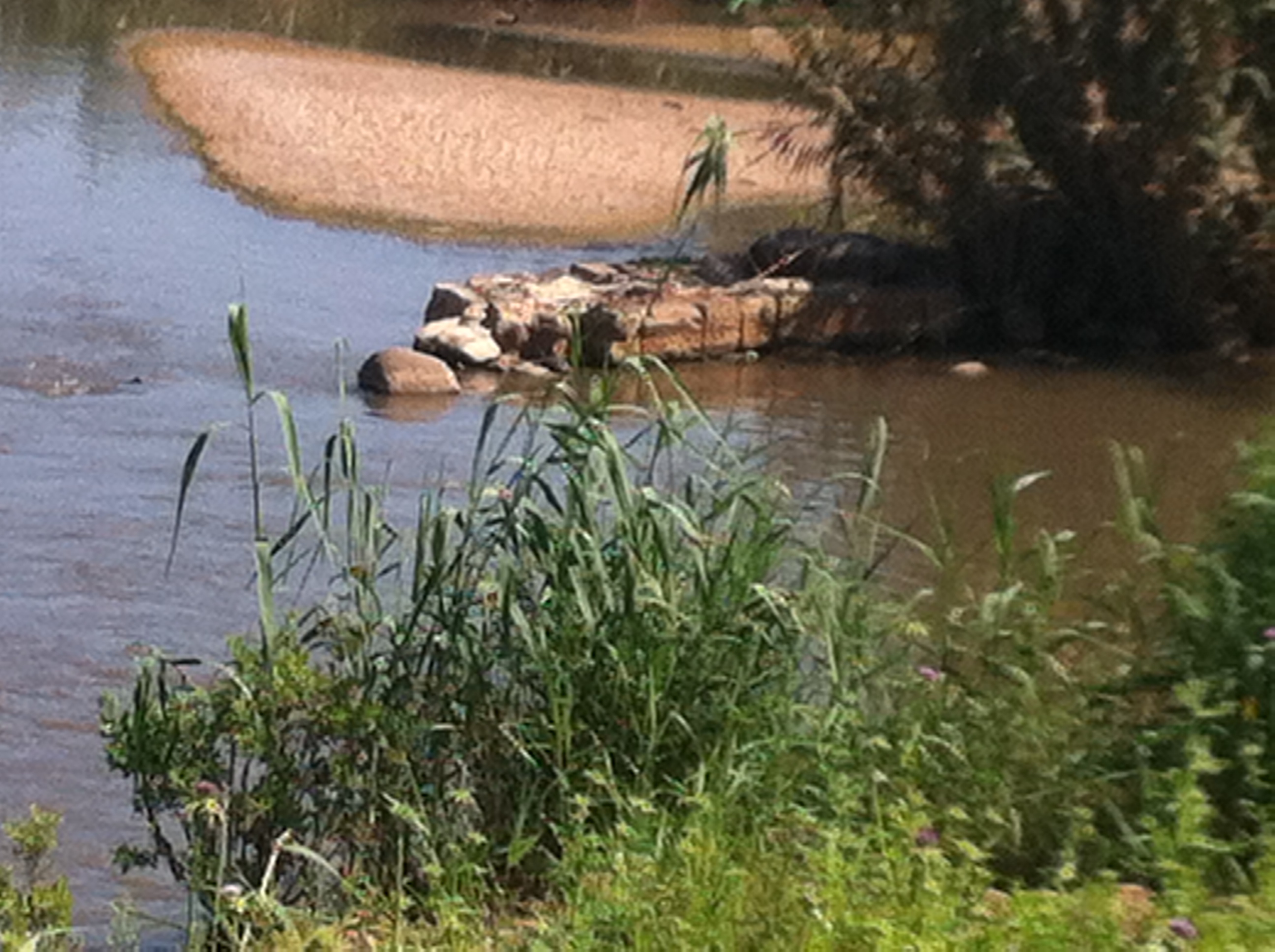
Плотина для ловли рыбы в реке Иордан недалеко от Ум-Джуни
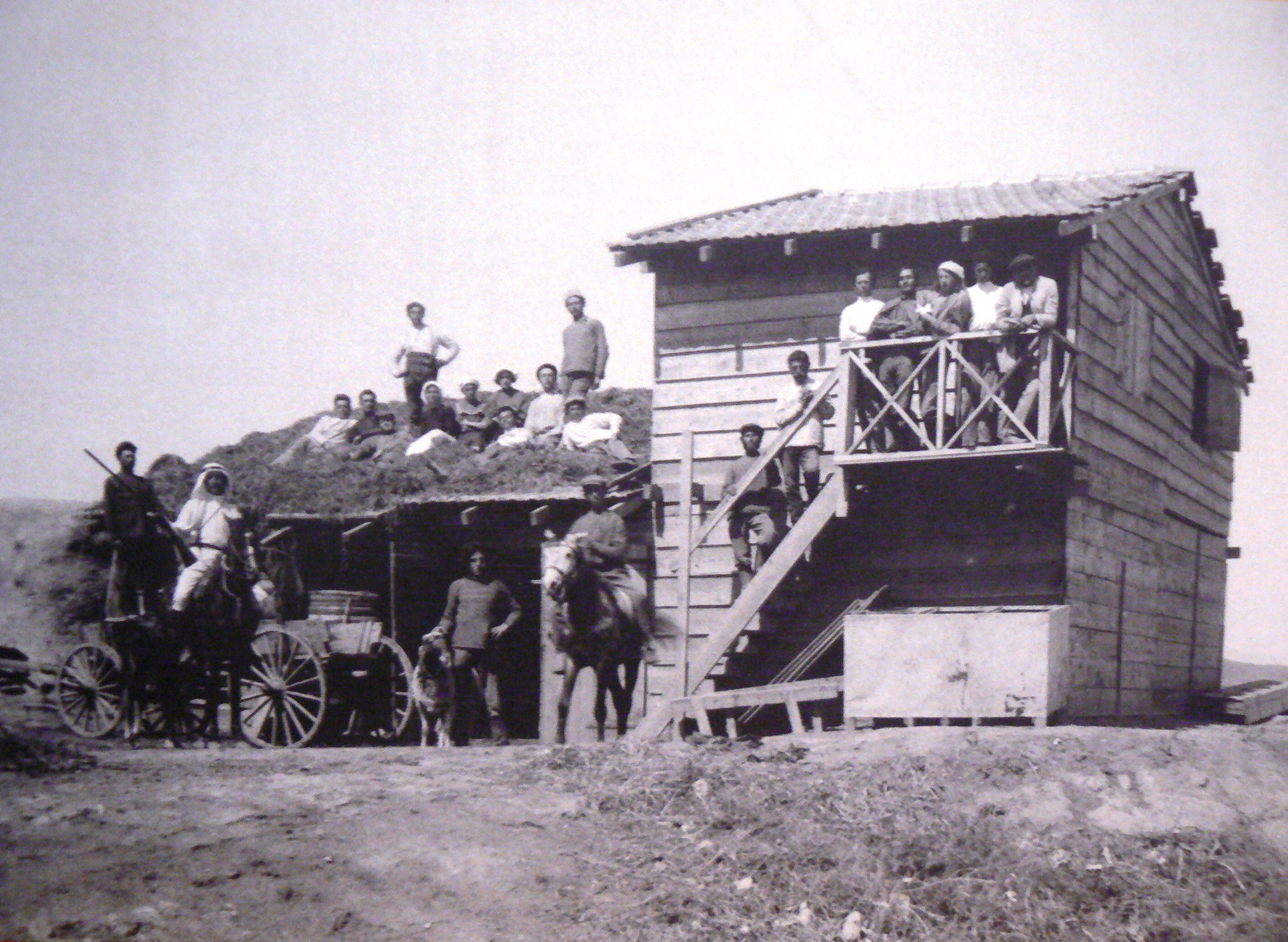
Сарай в Ум-Джуни. Фотография была сделана в 1910 году фотографом Авраамом Соскиным